# Fischbach (Svizzera)
Fischbach (toponimo tedesco) è un comune svizzero di 702 abitanti del Canton Lucerna, nel distretto di Willisau.

## Geografia fisica
Il territorio del comune di Fischbach si estende tra le colline della valle della Rot.

## Monumenti e luoghi d'interesse
- Cappella cattolica di Sant'Apro, eretta nel XV secolo e ricostruita nel 1520 e nel 1609[3].

## Società

### Evoluzione demografica
L'evoluzione demografica è riportata nella seguente tabella:
Abitanti censiti